# Mark Pincus
Mark Pincus (Chicago, 1966. február 13. –) internetes vállalkozó, a Zynga társalapítójaként lett ismert, mely online közösségi játékokat kínál szabadidőtöltésként. Mark Pincus alapította a Freeloader-, Tribe Networks- és a SupportSoft cégeket.
Pincus Chicagóban született és nőtt fel, a Chicago Lincoln Park mellett. A Francis W. Parker School-ban tanult, 1984-ben érettségizett. A Pennsylvaniai Egyetem harmadik éve után lediplomázott, majd MBA diplomát szerzett a Harvard Business Schoolban.
Mielőtt Mark Pincus vállalkozó lett, Pincus hitelekkel foglalkozott, pénzügyes volt hat évig. Pénzügyi elemzőként dolgozott pályakezdőként két évig a Lazard Freres & Co. vállalatnál. Ezek után Hong Kongba költözött, ahol két évre az Asian Capital Partnersnél helyezkedett el alelnökként. Visszatért az Egyesült Államokba, hogy üzleti tanulmányokat folytasson, eltöltött egy nyarat a Bain & Co. munkatársaként 1992-ben. Miután Pincus lediplomázott a Harvard Business Schoolban menedzserként dolgozott a telekommunikációs AT&T Cable cégnél. Egy évvel később a Columbia Capitalhoz mint alelnök csatlakozott, ahol média befektetésekért egy évig volt felelős Washingtonban. 1995-ben indította be a Freeloader, Inc., vállalatot, amit 38 millió amerikai dollárért megvett az Individual stanfordi vállalat. 1997-ben indította el második cégét a Support.com oldalt. A cég 2000-ben lett nyilvános. 2003-ban Pincus megalapított harmadik cégét a Tribe.netet, a közösségi hálózatok egyikét. A Tribe.net partnerségi megállapodásban volt fontosabb helyi újságokkal mint The Washington Post, Knight Ridder Digital és a Mayfield Fund.

## Zynga
Mark Pincus 2007 januárjában társalapította negyedik cégét a Zynga Game Network, Inc. vállalatot.
Pincus a Zynga igazgatója.